# Kovalik Ágnes
Kovalik Ágnes (Mezőkovácsháza, 1980. november 5. –) magyar színésznő.

## Életpályája
Már óvodás korában érezte, hogy színésznő lesz. Az iskolás évek alatt színjátszó körökbe, versmondó és énekversenyekre járt. A Színművészeti Főiskolára elsőre nem vették fel, de a régi Nemzeti Színház Stúdiójába igen.
A Színház- és Filmművészeti Egyetemre 2000-2004 között járt, ahol osztályfőnöke Hegedűs D. Géza volt. Az egyetemi évek után a Radnóti Színházhoz szerződött, majd 2024-ig a József Attila Színház tagja volt.

### Magánélete
Férje Zöld Csaba színész volt, akivel közös gyermekük, Zalán 2007-ben született.

## Színház

### József Attila Színházszerepek
- A kőszívű ember fiai (Jókai Mór–Parászka Miklós) – Lánghy Aranka – (2009. 03. 14.)
- A nagymama (Csiky Gergely–Nagy Viktor) – Piroska – (2012. 12. 08.)
- A pillangók szabadok (Leonard Gershe-Szitás Barbara) – Jill Tanner – (2018 02. 23.-
- Bűntény a kecskeszigeten (Ugo Betti–Szitás Barbara) – Silvia – (2015. 12. 14.-
- Családi szilveszter B.U.É.K 2006 – szereplő – (2005. 12. 31.)
- Csetepaté Chioggiában (Carlo Goldoni–Csiszár Imre) – Checca – (2012. 04. 28.)
- Csizmás kandúr (Tömöry Márta–Korcsmáros György) – Piri (udvarhölgy) – (2013. 10. 12. –
- Éjjeli menedékhely (Makszim Gorkij–Horváth Csaba) – Nasztya (egy álmodozó lány) – (2009. 01. 24.)
- Filuména házassága (Eduardo De Filippo–Csiszár Imre) – Diana  – (2017. 11. 11. -
- Hattyúdal a Republic Együttessel (Dobozy Imre–Verebes István–Republic Együttes) – Piroska – (2013. 12. 21. –
- Lucifer show (Verebes István–Nemlaha György) – Nő – (2017. 12. 16.-
- Mici néni két élete (Hámos György-Ruttkay Zsófia) – Bokor Kati – (2010. 12. 11.- jelenleg is
- Süsü, a sárkány (Csukás István -Bergendy István-Harangi Mária) – Királylány – (2008. 10. 30.)
- Szép magyar komédia (Balassi Bálint-Márkó Eszter) – Júlia (2013. 11. 26.)
- Úrhatnám polgár (Molière–Csiszár Imre) – Lucie – (2014. 02. 08.)
- Veszek egy éjszakát (Kollár Béla–Verebes István) – Julis – (2016. 11. 12. -
- Tartuffe (Molière–Quintus Konrád) – Elmira – (2018. 10. 17.
- Vesztegzár a Grand Hotelben (Rejtő Jenő–Szente Vajk) – Léni Jörins – (2018. 12. 08. -
- Naplemnete előtt (Gerhart Hauptmann–Verebes István) – Inken – (2019. 01. 26.
- Lila ákác (Szép Ernő–Telihay Péter) – Arany Hédi/Stefi – (2019. 03. 09.

### Radnóti Miklós Színházszerepek
- Caligula (Albert Camus) - (2006)
- IV. Henrik (Luigi Pirandello–Stefano de Luc–Füsi József) – Frida (IV. Henrik lánya) – (2005. 03. 03. – 2007. 05. 05.)
- Az ideális férj (Oscar Wilde–Valló Péter–Nádasdy Ádám) – Mabel Chiltern – (2003. 12. 14. – 2008. 05. 09.)
- Cseresznyéskert (Csehov–Valló Péter–Morcsányi Géza) – Ánya (Ranyevszkaja leánya) – (2005. 01. 23. – 2006. 04. 08.)
- Karneválvégi éjszaka (Carlo Goldoni–Rusznyák Gábor–Török Tamara) – Domenica (Zamaria lánya) – (2005. 10. 23. – 2006. 05. 05.)
- Negyedik nővér (Janusz Glowacki–Rusznyák Gábor–Pászt Patrícia) – Tánya – (2004. 10. 03. – 2005. 12. 10.)
- Riviera (Molnár Ferenc–Valló Péter) – Lujza – (2006. 02. 26. – 2008. 01. 17.)
- Störr kapitány (Füst Milán–Deák Krisztina) – Miss Bonton – (2002. 03. 03. – 2005. 03. 18.)

### Új Színházszerepek
- Biedermann és a gyújtogatók (Max Frisch–Taub János–Taub János) – Anna (szobalány) – (2004. 01. 17.)
- Roberto Zucco (Bernard-Marie Koltes–Vidnyánszky Attila–Bognár Róbert) – A lányka – (2003. 10. 04.)

### Egyéb színházi szerepek
- A bolygó hollandi (Richard Wagner–Kozma Attila) – Az ifjú Senta – Bolygó Kultusz Motel
- Colombe Jean Anouilh (Szervét Tibor–Bajomi Lázár Endre) – Colombe  – Budapesti Kamaraszínház – Tivoli (2004. 04. 30.)
- Meseautó (Vadnai László–Dr. Vitéz Miklós–Galambos Zoltán) – Kovács Vera (banki alkalmazott) – Körúti Színház – (2011. 10. 07.)
- Oscar (Claude Magnier–Háda János) – Colette (Barnier lánya) – Hadart Művészeti Társulás – (2011. 04. 16.)
- Poligamy (Szente Vajk–Galambos Attila–Szirtes Tamás–Bolba Tamás) – Lilla – Madách Színház – 2013. 10. 26. – jelenleg is
- Toldi zenés költemény (Arany János–Román Sándor–Meskó Zsolt–Szarka Gyula) – Lány – RaM Colosseum (2012. 03. 23. - 2014. 05. 28)
- Süsü, a sárkány kalandjai (Csukás István–Bergendy István–Háda János) – Királylány – Hadart Művészeti Társulás – (2013. 04. 14.)

### Egyetem alatti szerepek
- Lakodalom (Dosztojevszkij-Wesker-Hegedűs D. Géza – Dawid Lowery  (gazdasági igazgató) – Színház- és Filmművészeti Egyetem (Ódry Színpad) – (2003. 10. 25.)
- Szorongás Orfeum (Peer Krisztián-Simon Balázs) – színész – Színház- és Filmművészeti Egyetem (Ódry Színpad) – (2004. 01. 09.)
- Yentl Isaac Bashevis Singer – Horváth Patrícia – Haddas, Tanítvány – Színház- és Filmművészeti Egyetem (Ódry Színpad) – (2003. 12. 11.)

## Filmek

### TV filmek
- Emelet (Vecsernyés János) – Eszter – (szín., magyar filmdráma, 2006)
- Egyetleneim (Nemes Gyula) – Luca – (szín., magyar vígj., 2005)
- Fekete-fehér igen-nem (Barbara Dékány-Balika Gergő) – Zsanett –  (2001)
- Hídember  (Bereményi Géza) – színész –  (2002)
- Ki-be tawaret  – Dorka – (szín., magyar játékf., 2010)
- Oldalbordák (Karafiáth Orsolya-László Péter) – színész –  (szín., magyar rövidf., 2005)
- Playing God (Skultéli Róbert ) – TV News Girl – (szín., magyar kísérleti film., 2004)
- S/he (Skultéli Róbert) – The Modell – (szín., magyar filmetűd, 2003)
- Csak szex és más semmi (Goda Krisztina) – Fuvolista – (2005)

### Animációs filmek
- Berti és a terelőkutya (Goda Krisztina-Udvardi Jenő) – Bégető Berta – (szín., magyar anim. f., 2014)
- Berti, a rózsaszín barika (Goda Krisztina) – Berta – (szín., magyar anim. f., 2013)

### Sorozatok
- …a szomszéd tehene (Kalamár Tamás) – Sára (magyar tévésorozat, 2024)
- Jóban Rosszban (Pajer Róbert) – Sződi Erika (magyar tévésorozat, 2019–2021)
- 200 első randi (Fonyó Gergyely)  – (magyar tévésorozat, 2018)
- Fapad (Zomborácz Virág) – Terhes nő – (magyar tévésorozat, 2015)
- Szeret, nem szeret (Herendi Gábor-Fonyó Gergyely) – girlfriend –  (szín., magyar rövidfilm, 2003)
- Társas játék (Herendi Gábor-Fonyó Gergyely) – Physiotherapist – (2011-2013 HBO)
- Tea (Herendi Gábor-Fonyó Gergyely) –színész –  (magyar tévésorozat, 2003)

## Szinkronok
- A golyó (Riding the Bullet) [2004] (további magyar hang)
- Nyerj egy randit Tad Hamiltonnal! (Win a Date with Tad Hamilton!)  [2004] – Betty nővér – Amy Smart
- Pókember 2. (Spider-Man 2) [2004] – Ursula – Mageina Tovah
- Pókember 3. (Spider-Man 3) [2007] – Ursula – Mageina Tovah

## Reklám
- Pannon reklám, 2006

## Díjai és kitüntetései
- Sztankay István-díj (2018)[4]
- Kaló Flórián-díj (2020)[5]